# Роберт Гуна
Роберт Гуна (словац. Róbert Huna; 9 березня 1985. м. Ліптовски Мікулаш, ЧССР) — словацький хокеїст, центральний нападник. Виступає за МсХК «Жиліна» у Словацькій Екстралізі.
Вихованець хокейної школи ХК «32 Ліптовски Мікулаш». Виступав за ХК «32 Ліптовски Мікулаш», «Слован» (Братислава).
У складі національної збірної Словаччини провів 5 матчів. 
Брат: Ріхард Гуна.